# Regne de les Illes
El Regne de les Illes o Sodor fou un regne nòrdic-gaèlic que posseí les Hèbrides, les illes del Cluaidh i l'illa de Man des del segle ix fins al segle xiii. Els nòrdics coneixien aquestes illes com a Suðreyjar (‘illes del sud’), en contraposició amb les Norðreyjar (‘illes del nord’), és a dir, les Òrcades i les Shetland. El seu nom en gaèlic escocès és Rìoghachd nan Eilean. Ocasionalment, hom es refereix a aquest territori com a Regne de Man i les Illes, encara que aquest títol només fou usat per alguns dels seus últims sobirans. El registre històric del regne, que no existí contínuament durant tot aquest període, és ple de llacunes. Adés els sobirans governaven les illes sense cap mena d'interferència exterior (malgrat que el més corrent era que estiguessin sota el senyoratge de Noruega, Irlanda, Anglaterra, Escòcia o les Òrcades), adés es disputaven tot o part del territori. En conjunt, les illes tenen una superfície terrestre de 8.300 km² i formen un arc de més de 500 km de nord a sud.